# 本部半島カルスト地域
座標: 北緯26度40分32秒 東経127度54分50秒 / 北緯26.67556度 東経127.91389度

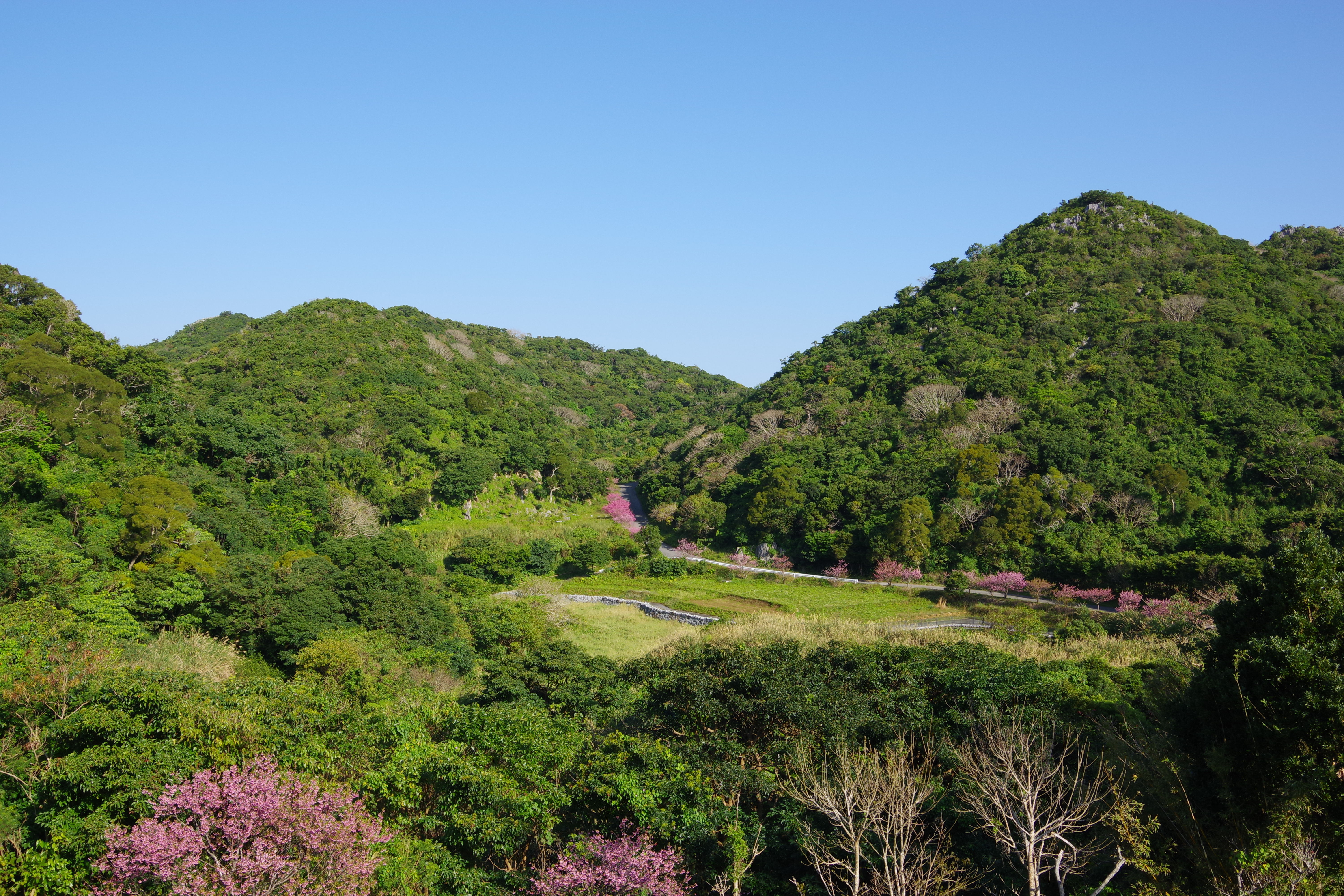
山里の円錐カルスト（沖縄県本部町）

本項の本部半島カルスト地域（もとぶはんとうカルストちいき）では、沖縄本島北部の本部半島北西部に位置するカルスト地形について説明する。

## 地形・地質

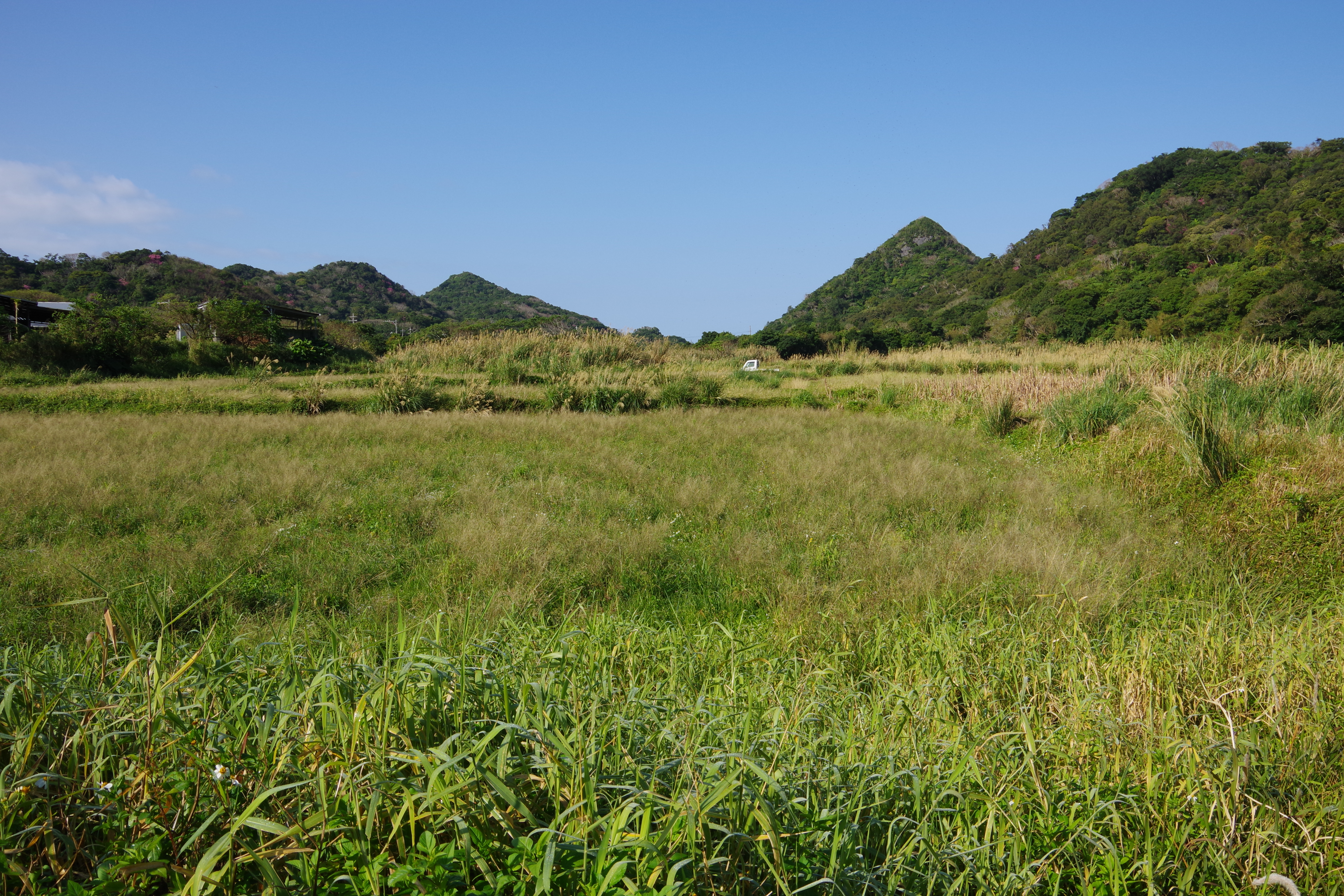
大堂（うふどう）ポリエ

沖縄本島北部、本部半島の北西部に位置し、沖縄県国頭郡本部町山里（やまざと）、大堂（うふどう）、同郡今帰仁村今泊（いまどまり）にまたがる。
本部半島を中心に、古生代ペルム紀から中生代三畳紀の石灰岩（本部石灰岩）が分布している。特に山里一帯には、石灰岩の溶食が進行し、窪地が形成された結果、円錐状に取り残された凸地が際立つ「円錐カルスト」が見受けられる。比高約30メートルの円錐状の丘が点在し、頂上部に切り立った石灰岩（カレン）が露出している。また、丘との間に星形のドリーネが形成され、幅70 - 200メートルに達する。
大堂に長さ1.2キロメートル、幅0.5キロメートルの三角形状の低地があり、「大堂ポリエ」と呼ばれる。一般的には「盆地」に分類される地形であるが、河川は無く、雨水は「ポノール」といわれる穴から地下へ流入し、ときに大雨で一時的に池が出現するという。地下に鍾乳洞が存在している。本部町嘉津宇には、「キジキナ川」と呼ばれる川があり、当地域で唯一表流する河川である。
当地域のカルスト地形は、熱帯地域に発達する「円錐カルスト」と考えられ、本部石灰岩とほぼ同年代の石灰岩から成る本州の秋吉台や九州の平尾台のカルスト地形とは、成因環境が異なるものとされる。本部半島の山里における地中と地下水の炭酸ガス濃度が、秋吉台と平尾台より高いことから、高温で多湿な気候により石灰岩の溶食速度が大きく、起伏のあるカルスト地形がつくられたと推測される。

## 採掘計画から公園へ
アメリカ軍統治時代の当地では岩石採掘が行われていたが、日本復帰後において、海洋博開催前に景観保全を理由に採掘が中止となった。1991年（平成3年）、山里における砕石工場の建設計画に周辺住民は反対、本部町長に要請文を送付した。2000年（平成12年）、採石場建設計画が再び進められたが、住民の反対により取り下げられた。2002年（平成14年）に、今帰仁村今泊でも採掘計画が浮上したが、住民の反対により中止となった。
1999年（平成12年）、本部町は公園化に向けた調査を行い、翌年の採石場建設計画を受け、公園の実現を目指して推進するとした。本部町と今帰仁村は沖縄県に公園指定を要請、2005年（平成17年）、沖縄県は編入計画案を環境省へ提出、翌年の3月28日に沖縄海岸国定公園へ編入された。カルスト地形を望み、今帰仁城を巡る「ふれあい自然公園」と位置づけられ、本部町山里に博物展示施設や野営場、今帰仁村今泊には今帰仁城と集落を通る遊歩道の設置計画が追加された。
当地域を含む本部半島を中心とするジオパーク構想が立てられ、日本ジオパークネットワーク準会員から正会員への申請手続きがなされた。2013年（平成25年）8月に日本ジオパーク委員会による審査が行われたが、結果は「見送り」となった。

## カルスト地域の山
「ミラムイ（本部富士）」（標高250メートル）をはじめ、円錐形の山々が点在し、ヤブニッケイが生息している。当地域最高峰の「シジマヌ」は、今帰仁村に属する。山の名前は、山が位置する小字や麓の屋号などから名付けられている。本部町は、カルスト地域を探訪する「ふるさと歩道」として5路線、登山道を「カルスト歩道」として6路線を設定した。付近に沖縄県道115号線が通る。

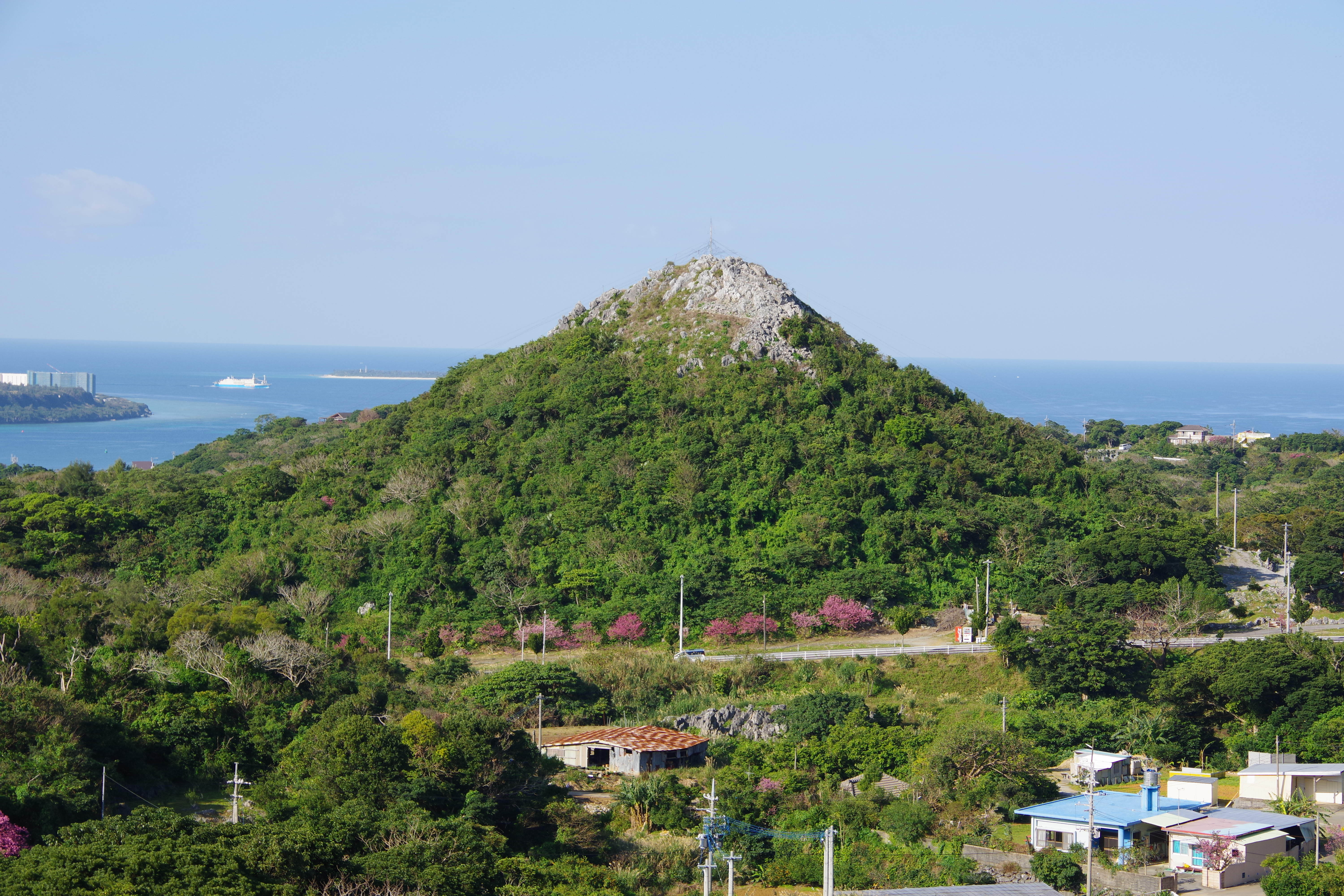
ユネームイ

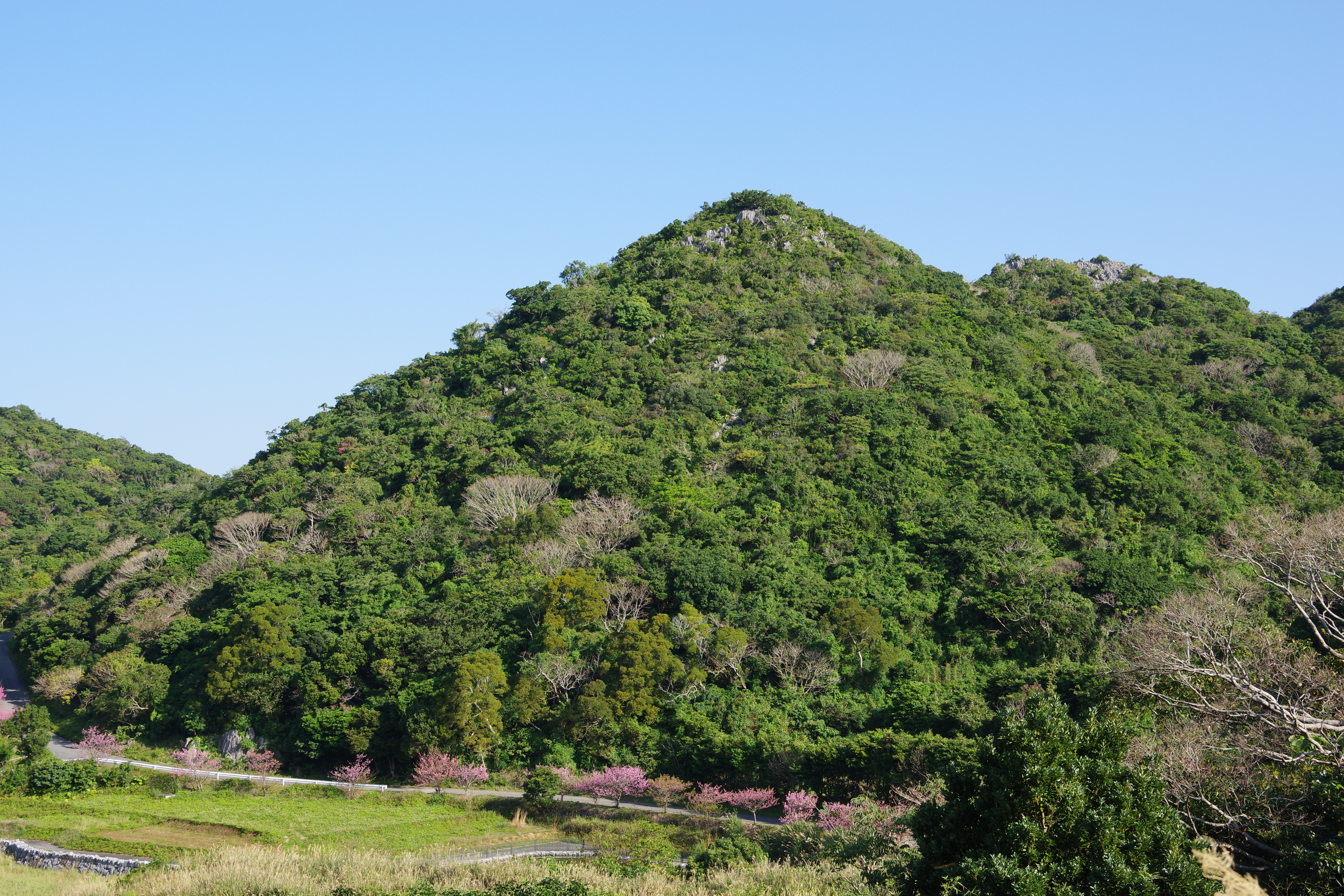
ヘービラムイ

| 750 m 今帰仁グスク 大堂ポリエ 27 26 25 24 23 22 21 20 19 18 17 16 15 14 13 12 11 10 9 8 7 6 5 4 3 2 1 |                      |                                                |                                                |
| 01 | シンブトムイ         | 15                                             | デーサンダームイ                               |
| 02 | マングシクグワァー   | 16                                             | ヌファムイ                                     |
| 03 | マングシク           | 17                                             | ウフンジャムイ                                 |
| 04 | タビウクイムイ       | 18                                             | クシマガヤームイ                               |
| 05 | チバムイ             | 19                                             | ギマムイ                                       |
| 06 | ハラガー             | 20                                             | ヘービラムイ                                   |
| 07 | シジマヌ             | 21                                             | ヤーグワァームイ                               |
| 08 | クバの御嶽（西の峯） | 22                                             | イラサームイ                                   |
| 09 | クバの御嶽（東の峯） | 23                                             | ギシキリムイ                                   |
| 10 | メーラムイ           | 24                                             | シマジュウムイ（ジマジョウムイ）               |
| 11 | トミザトムイ         | 25                                             | ソウジムイ                                     |
| 12 | ミラムイ（本部富士） | 26                                             | ユネームイ                                     |
| 13 | デークムイ           | 27                                             | ウチントウ                                     |
| 14 | ウフグシクムイ       | 出典は主に本部町企画政策課編（2005年）による。 | 出典は主に本部町企画政策課編（2005年）による。 |